# لويس دياز (لاعب كرة قدم كولومبي)
لويس فرناندو دياز مارولاندا (بالإسبانية: Luis Fernando Díaz) (مواليد 13 يناير 1997) لاعب كرة قدم كولومبي يلعب في مركز الجناح لصالح نادي بايرن ميونخ. و‌منتخب كولومبيا.
بدأت مسيرته في دوري الدرجة الثانية الكولومبي مع نادي بارانكيا قبل أن ينتقل إلى أتلتيكو جونيور حيث فاز بلقب الدوري الكولومبي و‌كأس كولومبيا وكأس السوبر الكولومبي. انضم في 2019 إلى بورتو البرتغالي مقابل 7 ملايين يورو وحقق معهم لقب الدوري البرتغالي الممتاز و‌كأس البرتغال و‌كأس السوبر البرتغالي حيث كان من ضمن الفريق الذي حقق الثنائية المحلية في 2020. سجل 14 هدفًا في 18 مباراة في الدوري في النصف الأول من موسم 2021–22 ما شد اهتمام الأندية الإنجليزية إليه، وضمه نادي ليفربول إلى صفوفه في يناير 2022 في صفقة بلغت قيمتها 45 مليون يورو.
لعب دياز أول مباراة له مع المنتخب الكولومبي في 2018. ولعب للمنتخب في أكثر من 30 مناسبة، وساهم في تحقيق كولومبيا للمركز الثالث في بطولة كوبا أمريكا 2021 التي توج فيها بالحذاء الذهبي كأفضل هداف للبطولة بالمشاركة مع ليونيل ميسي.

## مسيرته الكروية

### أتليتيكو جونيور
وُلِد دياز في لا غواخيرا، وكان إسمه موجود في تشكيلة كولومبيا المكونة من 22 لاعباً في بطولة كوبا أفريكانا دي بويبلوس إنديجناس لعام 2015، بسبب انه كان وايو العرق. بعد تألقه خلال البطولة، وبعدها انضم إلى أتلتيكو جونيور في عام 2016 بعد فترة تجريبية، وتم تعيينه على الفور ل‍نادي بارانكويلا. ظهر دياز لأول مرة في 26 أبريل 2016 في بطولة دوري الدرجة الثانية الكولومبي، وجاء في الشوط الثاني كبديل في خسارة 2–1 على أرضه ضد نادي ديبورتيفو بيريرا. جاء هدفه الأول في 14 مايو، حيث سجل هدف الفوز والتي انتهت 2–1 على أرضه ضد نادي كوكوتا ديبورتيفو.
في 6 يونيو 2017، بعد ظهوره الأول مع فريق وتألقه في بطولة كأس كولومبيا، تمت ترقية دياز بالتأكيد إلى تشكيلة نادي جونيور الرئيسية. ظهر لأول مرة في بطولة الدوري الكولومبي في 27 أغسطس، ليحل محل ماتياس مير في خسارة 3–2 في أونس كالداس، وسجل هدفه الأول في 20 سبتمبر في فوز 3–1 في مباراة ببطولة كوبا سود أمريكانا على أرضه ضد نادي سيرو بورتينيو.
أصبح دياز لاعبًا أساسيًا بشكل منتظم خلال موسم 2018، وسجل هدفه الأول في الدوري الدرجة الأولى في 4 فبراير من ذلك العام، من خلال تحقيق هدف المباراة الوحيد الذي حقق نجاحًا على أرضه ضد أتلتيكو بوكارامانغا. وسجل هدفان ضد أونسي كالداس، وضد نادي أتليتيكو هويلا وأيضًا ضد نادي ريونيغرو أغيلاس، أنهى دياز الموسم بتسجيله 16 هدفًا.

### بورتو

#### البداية
في 10 يوليو 2019، وقع دياز ل‍نادي بورتو البرتغالي على عقد مدته خمس سنوات، مع قيام النادي بشراء 80% من حقوقه الاقتصادية مقابل رسوم قدرها 7 ملايين يورو. أراد نادي زينيت التوقيع معه، لكنه اقتنع بالبقاء من قبل لاعبين موطنه وهما لاعب بورتو السابق راداميل فالكاو و‌خاميس رودريغيز، بالإضافة إلى مدربه في منتخبه الوطني البرتغالي كارلوس كيروش.

#### 2018–21: التطور و التأقلم مع الأجواء البرتغالية
ظهر دياز لأول مرة في 7 أغسطس في التصفيات المؤهلة لبطولة دوري أبطال أوروبا في الفوز في مباراة الذهاب 1–0 على نادي كراسنودار كبديل في الدقيقة 55 للاعب روماريو بارو، وبعد ستة أيام في مباراة الإياب على أرضه، سجل هدفه الأول، وإن كان في الخسارة 3–2 على ملعب التنين. على الصعيد المحلي، ظهر لأول مرة في بطولة الدوري البرتغالي الممتاز في 10 أغسطس في خسارة 2–1 على نادي جل فيسنتي كبديل، وبعد أسبوع سجل لأول مرة ليختتم 4–0 فوز على أرضه ضد نادي فيتوريا دي غيماريش كبداية. في نوفمبر، لم يلعب لويز و‌أندريس أوريبي و‌أغوستين ماركيسن و‌رينزو سارافيا في مباراة الديربي التي كانت ستقام ضد نادي بوافيشتا لمشاركتهم في المباراة السابقة. في 23 ديسمبر، جاء دياز كبديل في الدقيقة 77 ل‍مهدي طارمي في مباراة ببطولة كأس السوبر البرتغالي ضد غريمه التقليدي نادي بنفيكا، وسجل هدفًا لتأكيد الفوز و انتهت المباراة 2–0 لصالح بورتو. في 10 فبراير التالي، تم طرد لويز في تعادل 1–1 ضد نادي سبورتينغ براغا في نصف نهائي الكأس بسبب كسر ساق ديفيد كارمو عن غير قصد؛ كما تم طرد مواطنه أوريبي.

#### 2021–22: التألق وكسر التوقعات
في بداية موسم 2021–22، في 8 أغسطس 2021، سجل دياز الهدف الأول في فوزه 2–0 على أرضه ضد نادي بيلينينسيس. في 11 سبتمبر، سجل هدف فريقه الوحيد في تعادل خارج أرضه 1–1 في الديربي ضد سبورتينغ لشبونة. مع هدفين في الفوز 4–0 على نادي موريرينسي في 1 نوفمبر، وصل إلى خمسة أهداف في أول ست مباريات بالدوري، وكان هو الأفضل في الدوري. في 9 أكتوبر، سجل الهدف الوحيد بفوزه في مباراة بنتيجة 1–0 في بطولة دوري أبطال أوروبا على نادي إيه سي ميلان الإيطالي. في 28 نوفمبر، سجل دياز هدفه العاشر في الدوري البرتغالي الممتاز هذا الموسم، حيث سجل هدفًا بعيد المدى في الفوز 2–1 على نادي فيتوريا دي غيماريش. هذا الهدف أكسبه جائزة هدف الشهر في الدوري. أدى أدائه الرائع إلى حصوله على لقب أفضل لاعب في الدوري ومهاجم الشهر لشهر أكتوبر ونوفمبر.

### ليفربول
في 30 يناير 2022، أثناء قيامه بالواجب الدولي لكولومبيا في الأرجنتين، وقع دياز ل‍نادي ليفربول الإنجليزي مقابل 45 مليون يورو الصفقة كانت تبلغ (37.5 مليون جنيه إسترليني) مع 15 مليون يورو (12.5 جنيه إسترليني مع إضافات)، حيث إن مدة العقد خمس سنوات. قبل التوقيع مع ليفربول، جذب دياز اهتمام منافسي النادي في الدوري على رأسهم نادي توتنهام هوتسبر. عند معرفة عرض توتنهام، قام ليفربول بتغيير خططه الصيفية، وقرر التعاقد مع دياز بصفقة دائمة، بعد إثارة اللاعب إعجاب المدير الفني لنادي ليفربول يورغن كلوب. في 6 فبراير، ظهر لأول مرة مع النادي، حيث جاء كبديل في الدقيقة 58 ل‍كورتيس جونز مباراة الدور الرابع على أرضه ببطولة كأس الاتحاد الإنجليزي أمام كارديف سيتي. قدم تمريرة حاسمة والتي تم تسجيلها طريق تاكومي مينامينو في الفوز 3–1. بعد ثلاثة عشر يومًا، سجل هدفه الأول مع ليفربول في مباراته الثانية في الدوري للنادي، ليختتم فوزه 3–1 على ملعب أنفيلد أمام نورويتش سيتي. في 27 فبراير في نهائي كأس الرابطة الإنجليزية 2022، لعب أول 97 دقيقة من التعادل السلبي مع نادي تشيلسي والتي فاز بها فريقه بركلات الترجيح.
في 5 أبريل، في مباراة الذهاب من ربع النهائي من دوري أبطال أوروبا، سجل دياز هدفًا وقدم تمريرة حاسمة في الفوز 3–1 خارج أرضه على نادي بنفيكا على ملعب دا لوز، as Liverpool won 6–4 on aggregate. لعب دياز دورًا في نهائي كأس الاتحاد الإنجليزي 2022 ضد تشيلسي، بفوزه 6–5 بركلات الترجيح بعد التعادل السلبي. حيث نزل كبديل للاعب روبرتو فيرمينو كما حصل على جائزة أفضل لاعب في المباراة.
في 9 أكتوبر، خرج دياز والذي تم استبداله بروبرتو فيرمينو في الدقيقة 42 من المباراة ضد نادي أرسنال بسبب إصابة.

## مسيرته الدولية

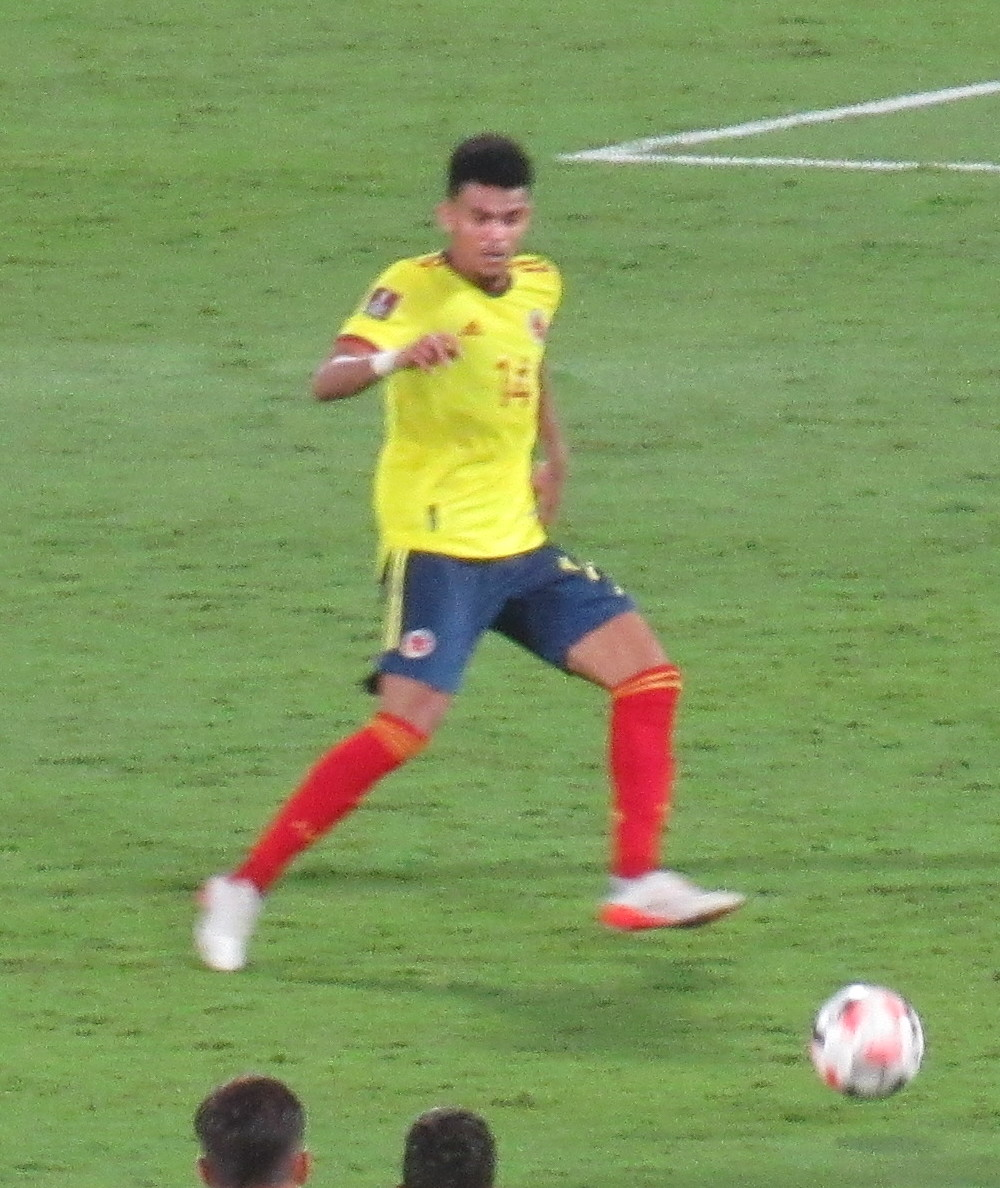
دياز يلعب مع كولومبيا عام 2022

بعد تمثيل كولومبيا تحت 20 سنة في كوبا أمريكا تحت 20 سنة 2017، تم استدعاء دياز إلى المنتخب الأول في 27 أغسطس 2018 ، من أجل مباريات ودية ضد فنزويلا و‌الأرجنتين. ظهر لأول مرة دوليًا في 11 سبتمبر، بدلًا من خوان كوادرادو في تعادل 0–0 ضد الأخير على ملعب ميتلايف في شرق راذرفورد،نيو جيرسي. سجل دياز هدفه الأول دوليًا في مباراة ودية والتي انتهت بالخسارة 2–1 أمام كوريا الجنوبية. كان جزءًا من فريق كارلوس كيروش المكون من 23 لاعبًا في كوبا أمريكا 2019 المقامة في البرازيل.
دياز كان ضمن التشكيلة الأساسية لكولومبيا في كوبا أمريكا 2021. في 23 يونيو، سجل الهدف الافتتاحي في خسارة الجولة الأولى 2–1 أمام المستضيف للبطولة البرازيل بضربة مقصية، وفي 6 يوليو، سجل هدف في التعادل 1–1 في نصف النهائي ضد الأرجنتين، والتي انتهت بفوز الأرجنتين بعد ركلات الترجيح. بعد ثلاثة أيام، سجل هدفين، بما في ذلك هدف الفوز في المباراة، في الفوز 3–2 على بيرو في مباراة تحديد المركز الثالث، وبذلك حصلت كولومبيا على المركز الثالث وذلك بفضل دياز. انتهى بصفته هدافًا مشتركًا للبطولة جنبًا إلى جنب مع ليونيل ميسي.

### أهدافه الدولية
| #  | التاريخ        | المكان                                                 | المشاركة | الخصم          | الهدف | النتيجة     | المسابقة               |
| -- | -------------- | ------------------------------------------------------ | -------- | -------------- | ----- | ----------- | ---------------------- |
| 1  | 16 مارس 2019   | ملعب كأس العالم سول، سول، كوريا الجنوبية               | 3        | كوريا الجنوبية | 1–1   | 1–2         | ودية                   |
| 2  | 3 يونيو 2021   | ملعب بيرو الوطني، ليما، البيرو                         | 17       | بيرو           | 3–0   | 3–0         | تصفيات كأس العالم 2022 |
| 3  | 23 يونيو 2021  | ملعب نيلتون سانتوس الأولمبي، ريو دي جانيرو، البرازيل   | 20       | البرازيل       | 1–0   | 1–2         | كوبا أمريكا 2021       |
| 4  | 6 يوليو 2021   | ملعب برازيليا الوطني، برازيليا، البرازيل               | 22       | الأرجنتين      | 1–1   | 1–1 (2–3 ج) | كوبا أمريكا 2021       |
| 5  | 9 يوليو 2021   | ملعب برازيليا الوطني، برازيليا، البرازيل               | 23       | بيرو           | 2–1   | 3–2         | كوبا أمريكا 2021       |
| 6  | 9 يوليو 2021   | ملعب برازيليا الوطني، برازيليا، البرازيل               | 23       | بيرو           | 3–2   | 3–2         | كوبا أمريكا 2021       |
| 7  | 9 سبتمبر 2021  | ملعب متروبوليتانو روبيرتو ميلينديز، بارانكيا، كولومبيا | 26       | تشيلي          | 3–1   | 3–1         | تصفيات كأس العالم 2022 |
| 8  | 24 مارس 2022   | ملعب متروبوليتانو روبيرتو ميلينديز، بارانكيا، كولومبيا | 34       | بوليفيا        | 1–0   | 3–0         | تصفيات كأس العالم 2022 |
| 9  | 20 يونيو 2023  | فيلتينس أرينا، جيلزنكيرشن، ألمانيا                     | 39       | ألمانيا        | 1–0   | 2–0         | ودية                   |
| 10 | 16 نوفمبر 2023 | ملعب متروبوليتانو روبيرتو ميلينديز، بارانكيا، كولومبيا | 44       | البرازيل       | 1–1   | 2–1         | تصفيات كأس العالم 2026 |
| 11 | 16 نوفمبر 2023 | ملعب متروبوليتانو روبيرتو ميلينديز، بارانكيا، كولومبيا | 44       | البرازيل       | 2–1   | 2–1         | تصفيات كأس العالم 2026 |
| 12 | 15 يونيو 2024  | ملعب رينتشلر فيلد، إيست هارتفورد، الولايات المتحدة     | 49       | بوليفيا        | 3–0   | 3–0         | ودية                   |
| 13 | 28 يونيو 2024  | ملعب ستيت فارم، غلانديل، الولايات المتحدة              | 51       | كوستاريكا      | 1–0   | 3–0         | كوبا أمريكا 2024       |
| 14 | 4 يوليو 2024   | ملعب ستيت فارم، غلانديل، الولايات المتحدة              | 53       | بنما           | 3–0   | 5–0         | كوبا أمريكا 2024       |
| 15 | 6 سبتمبر 2024  | الملعب الوطني، ليما، بيرو                              | 56       | بيرو           | 1–1   | 1–1         | تصفيات كأس العالم 2026 |

## حياته الشخصية
لويس لديه أخ يدعى خيسوس وينشط في صفوف نادي بورتو الرديف. دياز من الواييون، مما جعله أول كولومبي أصلي يمثل منتخب كولومبيا.تم اختطاف والده لويس مانويل من قبل فصائل جيش التحرير الوطني ليطلق سراحه في نوفمبر 2023.

## وصلات خارجية
- لويس دياز على موقع الاتحاد الأوربي (الإنجليزية)
- لويس دياز على موقع إي إس بي إن إف سي (الإنجليزية)
- لويس دياز على موقع قاعدة بيانات كرة القدم.إي يو (الإنجليزية)
- لويس دياز على موقع ليكيب (الفرنسية)
- لويس دياز على موقع ناشيونال فوتبول تيمز (الإنجليزية)
- لويس دياز على موقع Soccerbase.com (لاعب) (الإنجليزية)
- لويس دياز على موقع Soccerway.com (الإنجليزية)
- لويس دياز على موقع عالم كرة القدم.نت (الإنجليزية)
- لويس دياز على موقع كووورة
- لويس دياز على موقع AS.com (الإسبانية)